# 費伊齊·貝伊·阿利佐蒂
費伊齊·貝伊·阿利佐蒂（1874年9月22日－1945年4月14日）是鄂圖曼帝國與阿爾巴尼亞政治家，曾經在1914年1月至3月期間擔任過阿爾巴尼亞總理，期間他以親近意大利和腐敗而著名。